# Список глав государств в 820 году
Список глав государств в 819 году — 820 год — Список глав государств в 821 году — Список глав государств по годам

## Азия
- Аббасидский халифат — Абдуллах аль-Мамун, халиф (813 — 833)
- Абхазское царство — Феодосий II, царь (811 — 837)
- Бохай (Пархэ) — Да Жэньсю (Сюань-ван), ван (818 — 831)
- Вайтхали[англ.] — Тюрия Тенг Санда, царь[англ.] (810 — 830)
- Грузия —
  - Кахетия — Григол, князь[англ.] (786 — 827)
  - Тао-Кларджети — Ашот I Великий, куроплат (809 — 826)
  - Тбилисский эмират — Мохаммед бен Атаб, эмир (813 — 829)
- Зийядиды — Мухаммад ибн Зийяд, эмир (819 — 859)
- Индия — 
  - Венги (Восточные Чалукья) — Виджаядитья II Нарендрагрумраджа, махараджа (806 — 847)
  - Гурджара-Пратихара — Нагабхата II, махараджа (800 — 833)
  - Западные Ганги — Рашамалла I, махараджа (816 — 843)
  - Кашмир — Лалитапида, махараджа[нем.] (ок. 813 — ок. 825)
  - Пала — Девапала, царь (810 — 850)
  - Паллавы (Анандадеша) — Дантиварман, махараджа (795 — 830)
  - Пандья — Варагунан I, раджа (800 — 830)
  - Парамара[англ.] — Вайрисимха I, махараджа[англ.] (818 — 843)
  - Раштракуты — Амогхаварша I, махараджадхираджа (814 — 878)
- Индонезия — 
  - Матарам (Меданг) — Самаратунгга, шри-махараджа (819 — 838)
  - Сунда — Прабу Гайях Кулон, король (819 — 891)
  - Шривиджайя — Самаратунгга, махараджа (792 — 835)
- Камарупа — Харджджараварман, царь (815 — 832)
- Китай (Династия Тан) — 
  - Сянь-цзун (Ли Чунь), император (805 — 820)
  - Му-цзун (Ли Хэнь), император (820 — 824)
- Кхмерская империя (Камбуджадеша) — Джаяварман II, император (ок. 770 — ок. 835)
- Наньчжао — Цзин-хуанди (Мэн Цюаньлишэн), ван (816 — 823)
- Паган — Со Кин Нит, король[англ.] (802 — 829)
- Раджарата (Анурадхапура) — Аггабодхи VIII, король (816 — 827)
- Саманиды — Нух ибн Асад, эмир (819 — 842)
- Силла — Хондок, ван (809 — 826)
- Табаристан (Баванди) — Шахрияр I, испахбад (797 — 825)
- Тибет — Ралпачан, царь (ок. 815 — ок. 838)
- Тямпа — 
  - Хариварман I, князь (ок. 803 — ок. 820)
  - Викрантаварман III, князь (ок. 820 — ок. 854)
- Уйгурский каганат — Бо-и-хан, каган (808 — 821)
- Япония — Сага, император (809 — 823)

## Америка
- Караколь — Кинич-Тобиль-Йоат, царь (810 — 830)
- Мутульское царство (Тикаль) — Нун-Холь-Чак II, царь (ок. 810 — 820)

## Африка
- Гао — Айам Занка, дья (ок. 800 — ок. 830)
- Берегватов Конфедерация — Ильяс ибн Салих, король (ок. 792 — ок. 842)
- Идрисиды — ас-Сагир Идрис ибн Идрис, халиф Магриба (791 — 828)
- Ифрикия (Аглабиды) — Абу Мухаммад Зийадаталлах ибн Ибрахим, эмир (817 — 838)
- Канем — Дугу, маи (ок. 784 — ок. 835)
- Макурия — Иоанн, царь (ок. 810 — ок. 822)
- Некор[англ.] — Салих II ибн Саид, эмир[англ.] (803 — 864)
- Рустамиды — Абд ал-Ваххаб ибн Абд ар-Рахман, имам (787 — 823)
- Сиджильмаса — Абу-л-Мунтамир ал-Йаса, эмир (790 — 823)

## Европа
- Аквитания — Пипин I, король (814 — 838)
  - Ампурьяс — Госельм, граф (817 — 832)
  - Барселона — 
    - Бера, граф (801 — 820)
    - Рампо, граф (820 — 825)

  - Васкония — Аснар I Санше, граф (820 — 836)
  - Жирона — 
    - Бера, граф (ок. 817 — 820)
    - Рампо, граф (820 — 825)

  - Каркассон — Гислафред, граф (810 — 821)
  - Памплона — Иньиго Ариста, граф (816 — 824)
  - Конфлан и Разес — Гильемунд, граф (814 — 827)
  - Руссильон — Госельм, граф (ок. 801 — 832)
  - Руэрг — Фулькоальд, граф (815 — ок. 840)
  - Септимания — Лейбульф, герцог (816 — 828)
  - Тулуза — Беренгер I Мудрый, маркграф (816 — 835)
  - Урхель и Серданья — 
    - Боррель, граф (798 — ок. 820)
    - Аснар I Галиндес, граф (ок. 820 — ок. 832)
- Англия — 
  - Восточная Англия — Кенвульф, король (798 — 821)
  - Думнония — Хопкин ап Гернам, король (810 — 830)
  - Кент — Кенвульф, король (807 — 821)
  - Мерсия — Кенвульф, король (796 — 821)
  - Нортумбрия — Энред, король (808/810 — 841)
  - Уэссекс — Эгберт, король (802 — 839)
- Бавария — Людовик II Немецкий, король (817 — 843)
- Болгарское царство — Омуртаг, хан (814 — 831)
- Венецианская республика — Аньелло Партечипацио, дож (809 — 827)
- Византийская империя — 
  - Лев V Армянин, император (813 — 820)
  - Михаил II Травл, император (820 — 829)
  - Неаполь — Феоктист, герцог (818 — 821)
- Волжская Булгария — Айдар, хан (815 — ок. 865)
- Дания — 
  - Хорик I, король (814 — 854)
  - Харальд Клак, король (ок. 812 — 814, 819 — 827)
- Ирландия — Конхобар мак Доннхада, верховный король (819 — 833)
  - Айлех — Мурхад мак Маэл Дуйн, король (819 — 823)
  - Коннахт — Диармайт, король (ок. 818 — 833)
  - Лейнстер — Муйредах мак Руадрах, король (805 — 806, 808 — 829)
  - Миде — Конхобар мак Доннхада, король (802 — 833)
  - Мунстер — Артри, король (ок. 796 — ок. 821)
  - Ольстер — Маэль Брессель мак Аилилло, король (819 — 825)
- Испания —
  - Арагон — 
    - Аснар I Галиндес, граф (809 — 820)
    - Гарсия I Злой, граф (820 — 833)

  - Астурия — Альфонсо II Целомудренный, король (791 — 842)
  - Кордовский халифат — Аль-Хакам I, эмир (796 — 822)
- Италийское королевство — Лотарь I, король (818 — 855)
  - Беневенто — Сико, князь (817 — 832)
  - Капуя — Ландульф I, князь (817 — 843)
  - Сполето — Винигиз, герцог (788 — 822)
  - Фриуль — Балдрик, герцог (819 — 828)
- Паннонская Хорватия — Людевит Посавский, герцог (810 — 823)
- Папская область — Пасхалий I, папа римский (817 — 824)
- Приморская Хорватия — Борна, герцог (810 — 821)
- Сербия — Радослав, князь (814 — ок. 822)
- Уэльс —
  - Брихейниог — Теудр ап Грифид, король (805 — 840)
  - Гвент — Ител IV ап Атруис, король (810 — 848)
  - Гвинед — Хивел ап Родри, король (814 — 825)
  - Гливисинг — Артвайл Старый, король (785 — 825)
  - Поуис — Кинген ап Каделл, король (808 — 855)
  - Сейсиллуг — Гугон ап Меуриг, король (808 — 871)
- Франкское государство — 
  - Людовик I Благочестивый, император Запада (814 — 840)
  - Лотарь I, император Запада (817 — 855)
  - Ванн — Номиноэ, граф (819 — 851)
  - Нант — Ламберт I, граф (818 — 831)
  - Овернь[англ.] — Гверин II, граф (ок. 819 — 839)
  - Отён — Тьерри II, граф (815 — 821)
  - Пуатье — Бернар I, граф (ок. 815 — ок. 828)
  - Труа — Адельрам I, граф (820 — 852)
  - Шалон — Гверин II, граф (ок. 819 — ок. 853)
- Хазарский каганат — Манассия I, бек (? — ок. 825)
- Шотландия —
  - Дал Риада — Домналл III, король (811 — 835)
  - Пикты — 
    - Константин, король (789 — 820)
    - Энгус II, король (820 — 834)

  - Стратклайд (Альт Клуит) — Думнагуал ап Кинан, король (816 — 850)

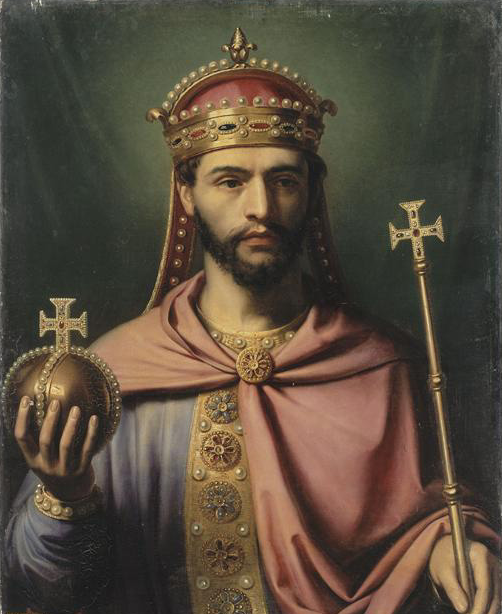
Людовик I Благочестивый 814-840 Император Запада
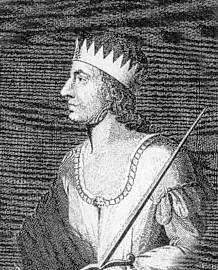
Эгберт 802-839 Король Уэссекса
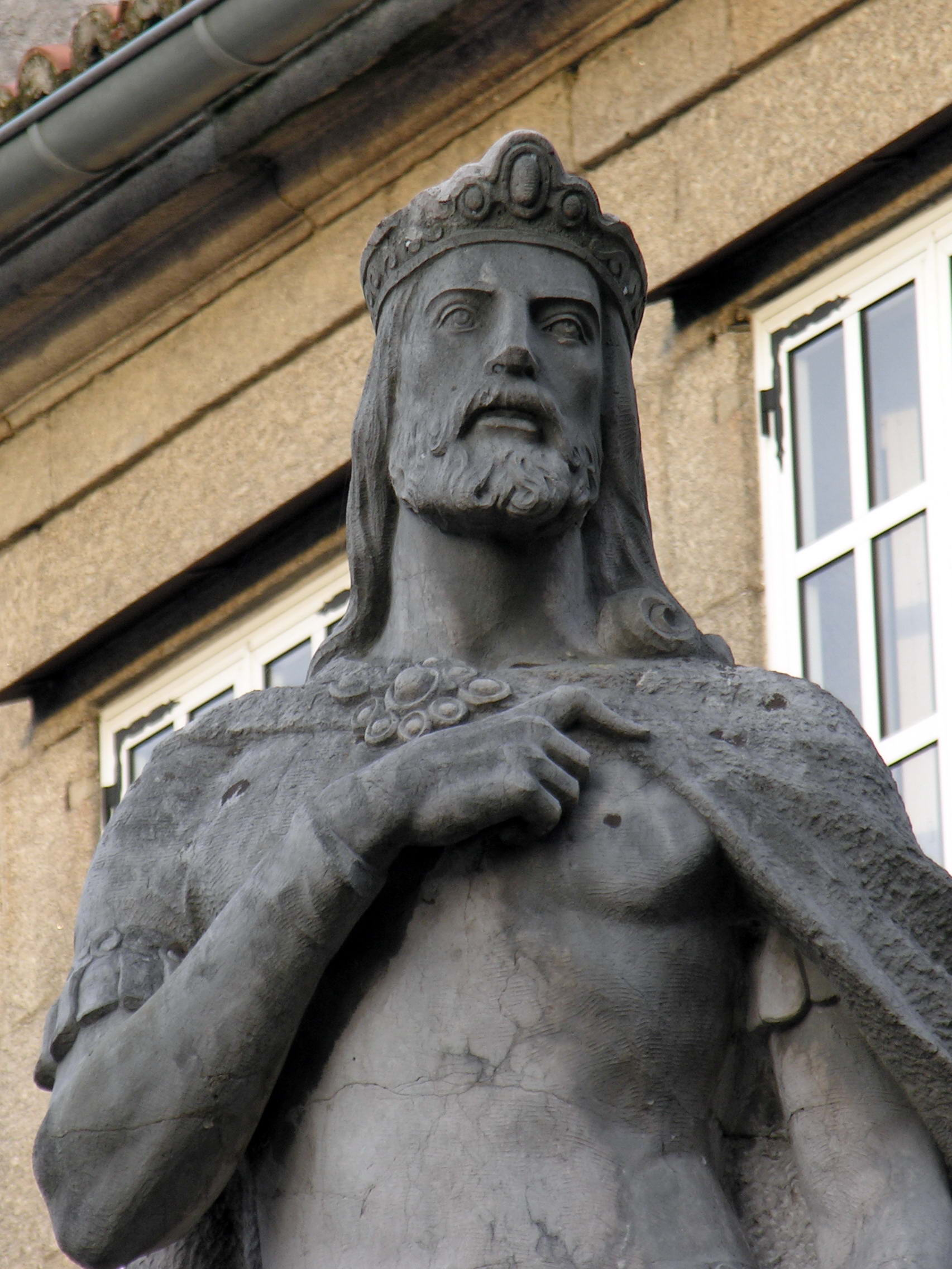
Альфонсо II 791-842 Король Астурии
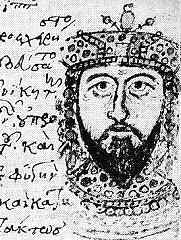
Лев V 813-820 Император Византии
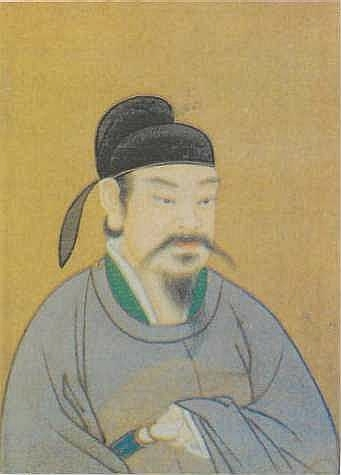
Сянь-цзун 805-820 Император Китая
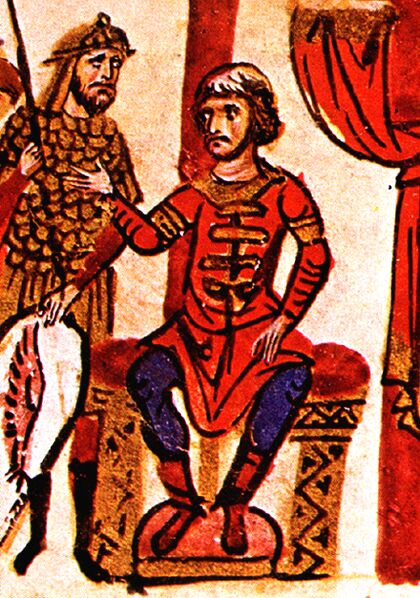
Омуртаг 814-831 Хан Болгарии
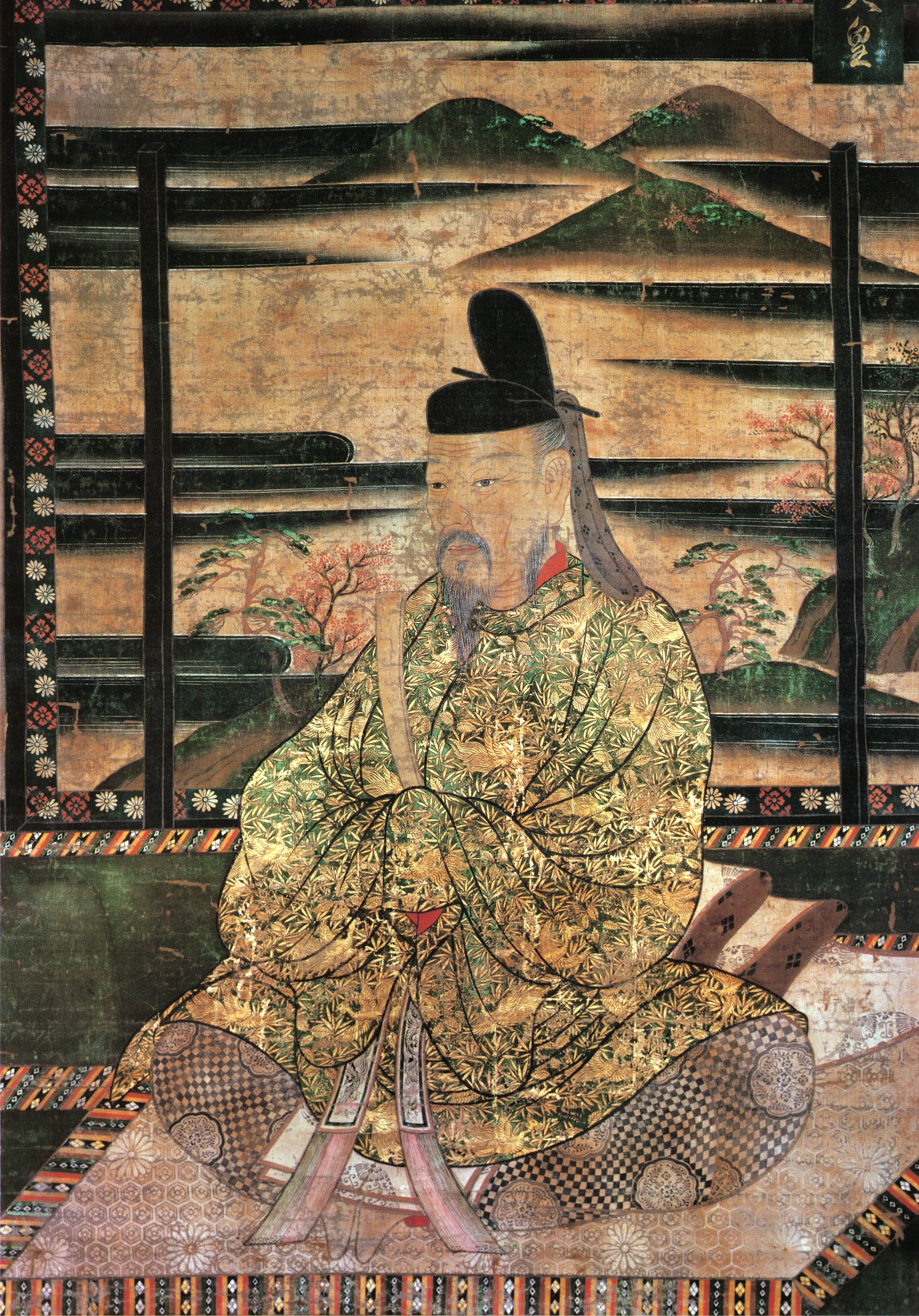
Сага 809-823 Император Японии
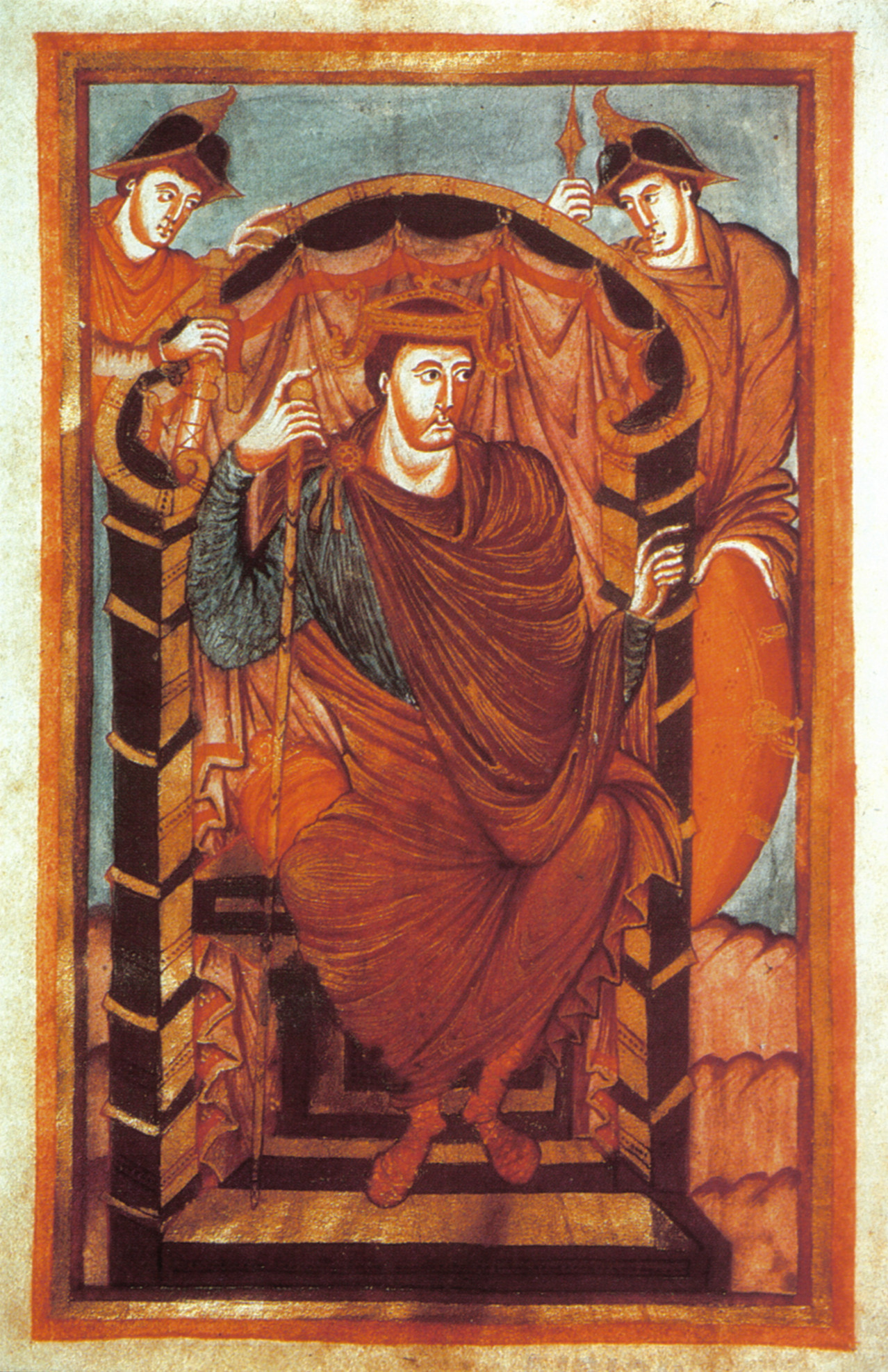
Лотарь I 818-855 Король Италии
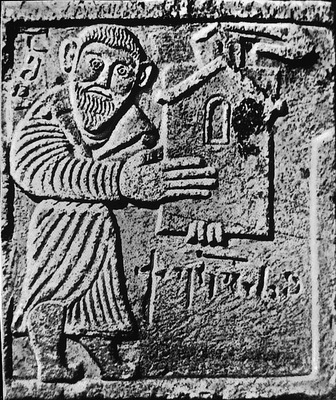
Ашот I Великий 809-826 Куроплат Тао-Кларджети
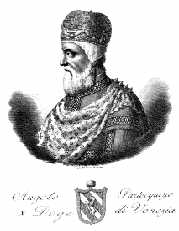
Аньелло Партечипацио 810-827 Дож Венеции
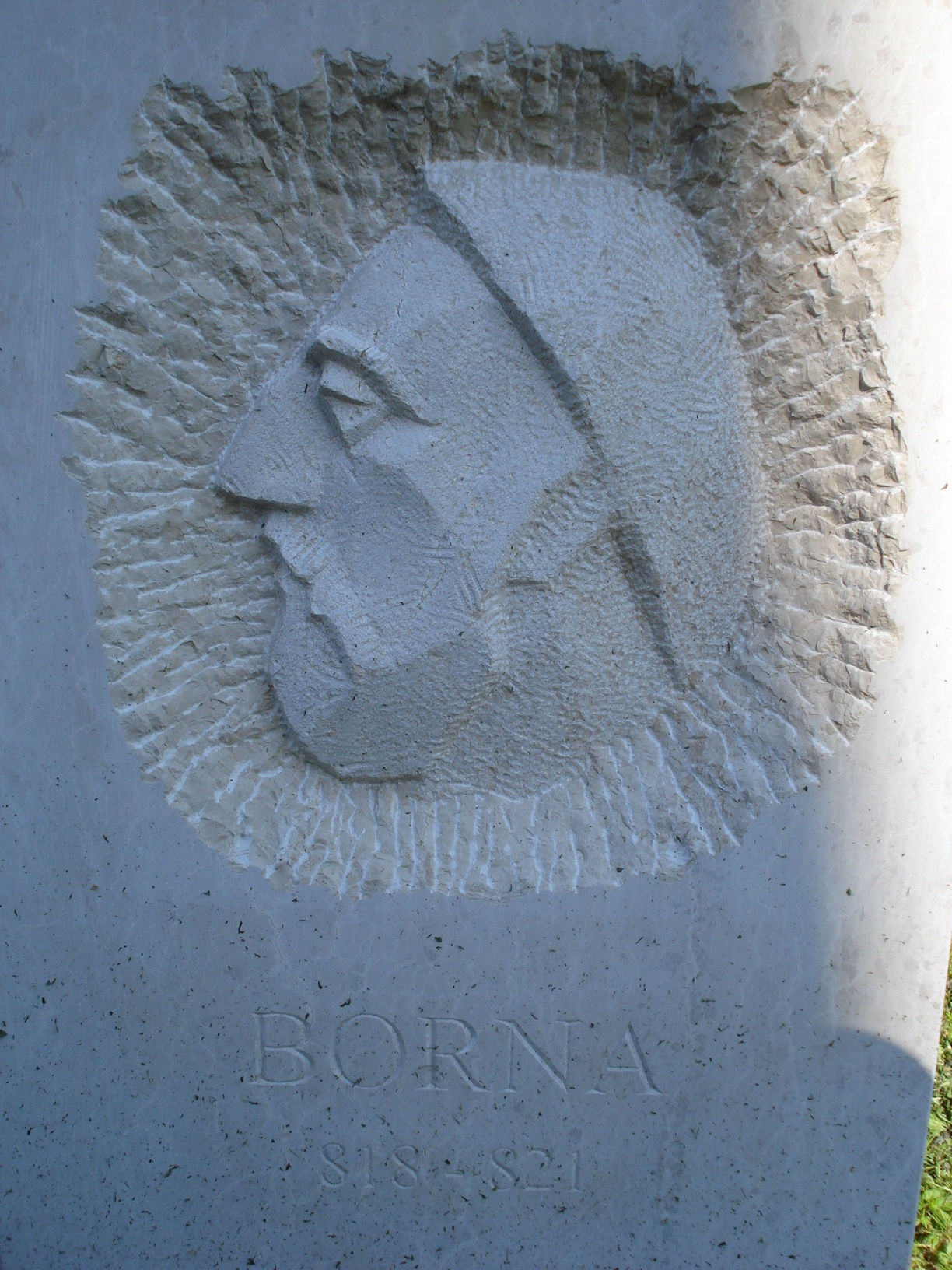
Борна 810-821 Герцог Приморской Хорватии
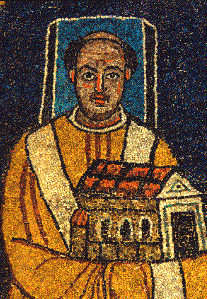
Пасхалий 817-824 Папа римский